# Les Moutiers-Hubert
Les Moutiers-Hubert település Franciaországban, Calvados megyében. Lakosainak száma 39 fő (2018. január 1.). Les Moutiers-Hubert Bellou, Lisores, Meulles, Notre-Dame-de-Courson és Canapville községekkel határos.

## Népesség
A település népességének változása:
| Lakosok száma | 96   | 65   | 55   | 62   | 49   | 50   | 49   | 46   | 39   | 39   |
|               | 1962 | 1968 | 1982 | 1990 | 1999 | 2008 | 2011 | 2013 | 2017 | 2018 |